# Pasquale Cannatelli
Pasquale Cannatelli (Sorianello, 8 settembre 1947) è un manager e politico italiano.

## Biografia
Pasquale Cannatelli è nato l'8 settembre 1947 a Sorianello.
Si laurea in economia e commercio presso l'Università Cattolica di Milano e inizia la sua esperienza lavorativa nel 1972 alla Rank Xerox e nel 1985 entra in Farmitalia Carlo Erba come Controller di Gruppo.
Seguono le esperienze in Alitalia, prima come Direttore amministrativo e poi come Controller, e ancora in Farmitalia dove è Direttore Finanza Amministrazione e Controllo del Gruppo Erbamont.
Nel luglio 1997 diventa consigliere di amministrazione di Mediaset S.p.A. e Direttore Centrale pianificazione e controllo.
Nel maggio 2003 diventa Amministratore Delegato di Fininvest SpA.
Nel giugno 2016 lascia il ruolo di Ad e viene nominato Vice Presidente della holding, carica che mantiene fino a giugno 2018. È membro del Consiglio di Amministrazione di Fininvest Spa.
Dal 1997 a gennaio 2018 ha ricoperto la carica di Consigliere di Mediaset S.p.A. e dal 2003 ad aprile 2018 quella di consigliere di Arnoldo Mondadori Editore S.p.A. È stato inoltre consigliere di AC Milan fino ad aprile 2017 e membro del board di Mediolanum S.p.A. fino al 2015.
Da marzo 2006 a settembre 2007 è stato Consigliere di Capitalia S.p.A..
Nel 2018 si dimette da vicepresidente di Fininvest per candidarsi alle elezioni politiche e sarà eletto deputato di Forza Italia.